# Uutuanjoki
Uutuanjoki eller Munkelva, är ett vattendrag i Finland och Norge, som rinner ut i Munkefjorden som är en del av Neidenfjorden omkring 15 kilometer sydväst om Kirkenes.